# Heraia

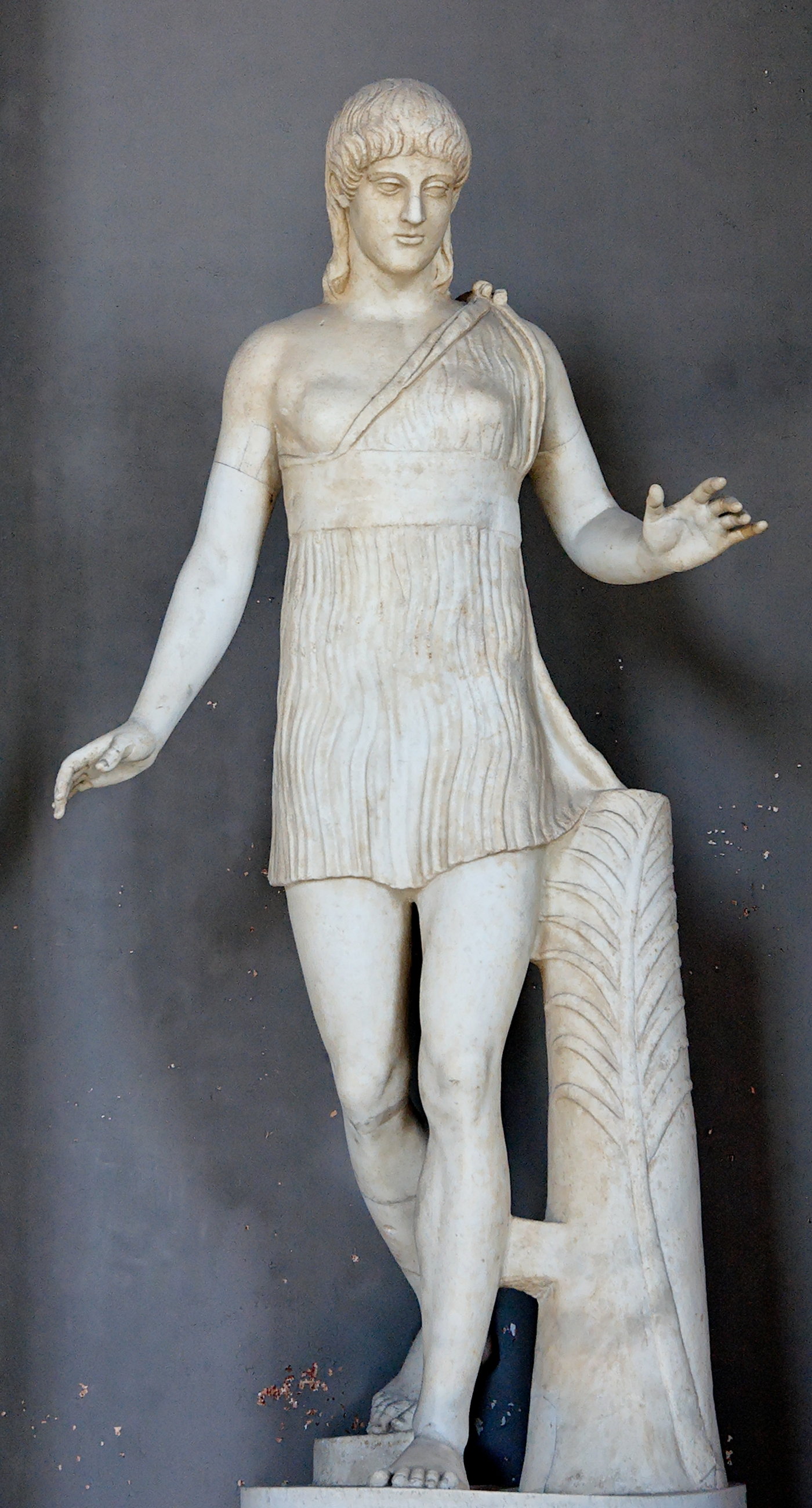
Estatua representando Atalanta nos trajes típicos de uma corredora dos jogos heranos. O quíton curto, expondo o seio direito, bem como o cabelo curto, são traços distintivos dessas atletas.

Os Heraia, ou Jogos Heranos, eram jogos desportivos da Grécia Antiga reservados às mulheres e dedicados à deusa Hera, esposa de Zeus. Tinham lugar em Olímpia e eram celebrados a cada quatro anos e ocorriam duas semanas após os Jogos Olímpicos.

A única competição era a corrida de estádio, mas havia várias provas, divididas por faixas etárias, Para os homens que participavam nos Jogos Olímpicos esta prova correspondia a correr 192 metros; no caso das concorrentes dos Heraia reduzia-se a pista do estádio de Olímpia para cerca de 160 metros,

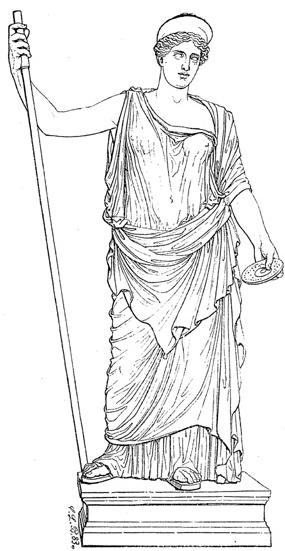
Hera

As participantes efectuavam as provas enquadradas em três categorias diferentes, conforme as suas idades. A organização dos jogos estava a cargo de dezasseis mulheres casadas da Élida (a pólis que controlava Olímpia), cada uma auxiliada por uma assistente.
As vencedoras recebiam coroas feitas com ramo de oliveira (como os vencedores dos Jogos Olímpicos), bem como um pedaço de vitela que tinha sido oferecido em sacrifício a Hera, Poderiam também ser representadas no templo desta deusa, homenageadas com estátuas com os nomes delas.
As origens dos jogos são mitológicas: a primeira vencedora foi Clóris, filha de Anfião e Níobe, a única sobrevivente do massacre que Apolo e Ártemis fizeram na sua família.